# Pieter Feddes van Harlingen
Pieter Feddes van Harlingen (1586-1623) est un peintre et graveur frison de l'âge d'or hollandais. Il est l'auteur de portraits, de gravures et d'eaux-fortes et de cartes géographiques.

## Biographie
On sait peu de choses sur sa vie. Il quitte Harlingen en 1612 pour se rendre à Leeuwarden. Il était ami avec le poète Jan Jansz. Starter, dont il illustre des œuvres. Le nom de Feddes n'apparait plus à partir de 1622, et on suppose qu'il est mort peu après. Certaines sources donnent cependant 1634 comme année de sa mort.

## Œuvre
Peter van Harlingen est connu pour ses gravures. Selon Arnold Houbraken, qui ne connaissait que celles-ci, il les signait du nom P. Harlingensis. La plupart sont consacrées à l'histoire biblique ou à l'histoire profane.
Il a également exécuté des portraits, dont de Guillaume-Louis de Nassau-Dillenbourg, de Hero van Inthiema et de Johannes Bogerman, qu'il signe « Peter Harlingenis ad vivum pinxit ».
Il y a trois cartes connues gravées par lui, de Leeuwarden, de Franeker et de la Frise.
Ses œuvres se trouvent pour la plupart au Fries Museum (nl) et au Museum Kunstpalast de Düsseldorf.
Il a influencé Jacob Adriaensz Backer.

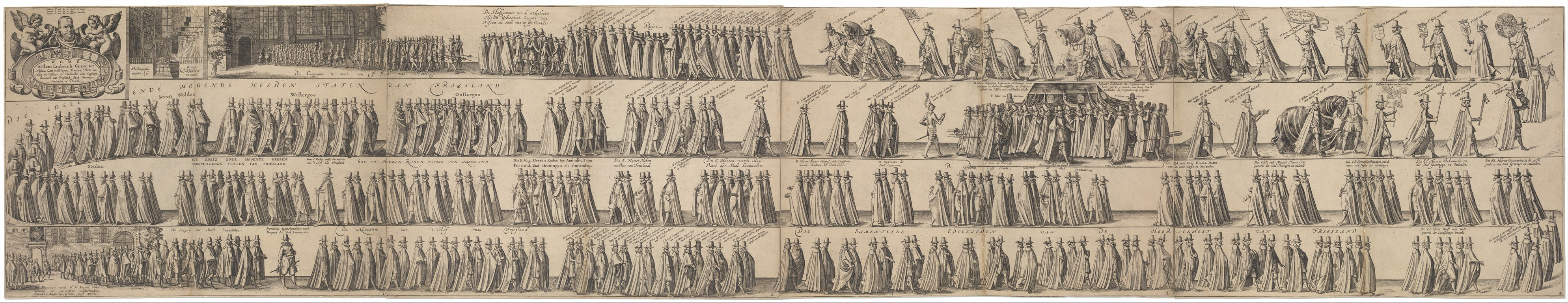
Procession funéraire du comte Guillaume-Louis de Nassau, 13 juillet 1620.

## Conservation

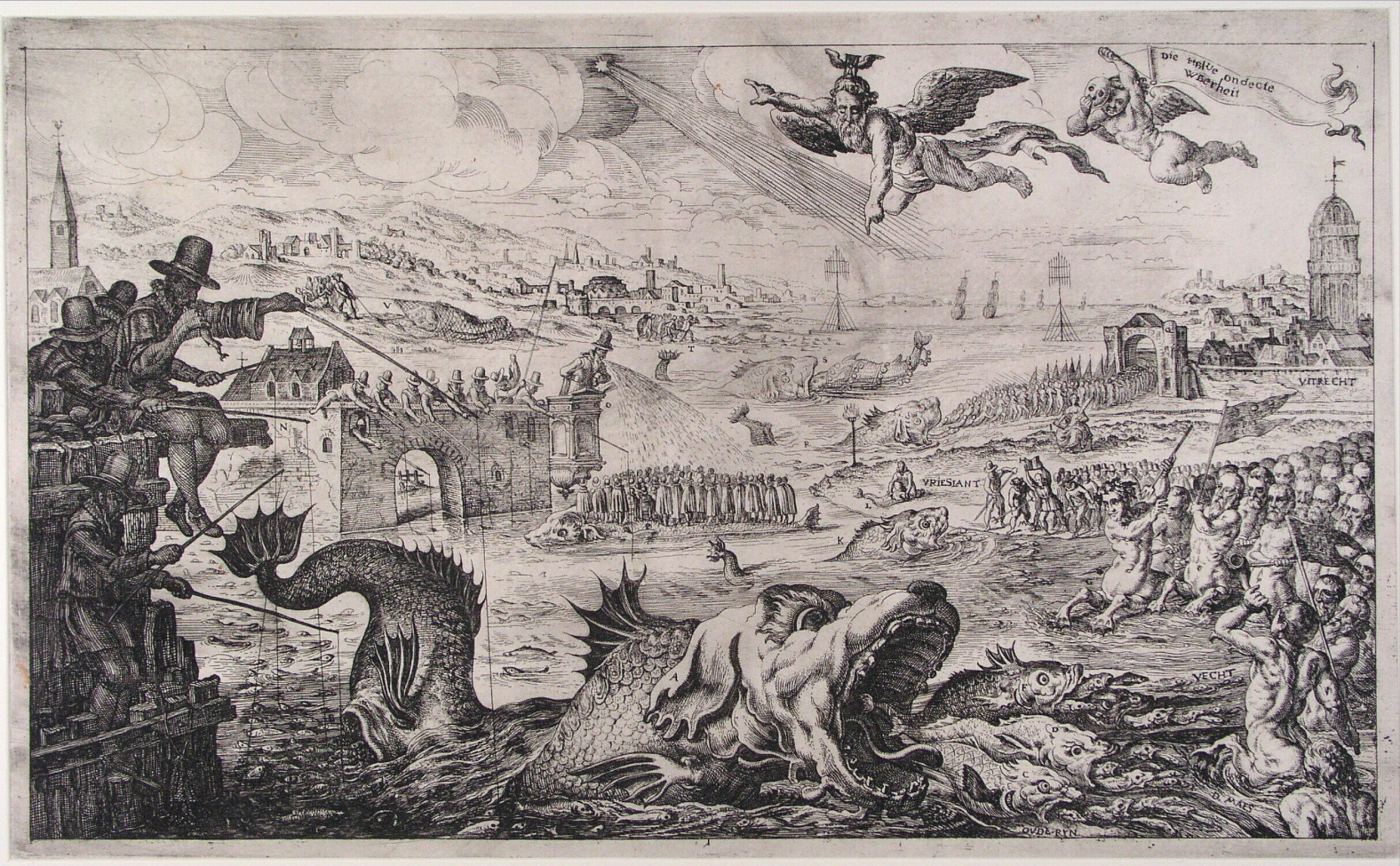
Le Grand poisson de Hollande, 1619.

Le musée Boijmans Van Beuningen conserve de lui plusieurs estampes, dont :
- La parabole des cinq sages et des cinq vierges folles[5]
- Saint Marc l'évangéliste[6]
- Portrait de Johannes Bogerman[7]
- Le Grand poisson de Hollande[8]